# Casa del Baró de Quadres
Casa del Baró de Quadres és una masia amb elements gòtics i renaixentistes de Vilademuls (Pla de l'Estany) inclosa a l'Inventari del Patrimoni Arquitectònic de Catalunya.

## Descripció
Casa pairal de grans dimensions situada al veïnat de Viella, limitada a l'oest pel camí que va de les Olives a Vilafreser, i al sud per l'església derruïda de Sant Pere de Viella. L'estructura bàsica de la masia consta d'un sol cos cobert a dues aigües, amb el carener orientat de nord a sud. Està subdividida en dos parts integrades, una al costat de l'església i l'altre al nord. Probablement funcionava com a dos masos. On es troben els dos volums apareix una torre situada al mig de l'edificació, al vessant de llevant, i que s'enlaira una planta més que la resta de l'edifici. Destaca una finestra gòtica oberta a la façana de ponent. A la façana sud hi ha una porta amb llinda plana amb un calze gravat a la dovella central.

## Història
Cal Baró de Quadres havia estat propietat del Marquès de Camps. Per matrimoni de la filla passà a ser del Baró de Quadres. La finestra de la façana de ponent és atribuïble al segle xv. actualment està pràcticament desapareguda.